# Reconciliación nacional
La «reconciliación nacional» fue la propuesta política hecha desde la clandestinidad por el Partido Comunista de España (PCE) en junio de 1956, al acercarse la conmemoración de los veinte años del inicio de la guerra civil española (1936-1939). Con ella daba un giro a su estrategia de lucha contra la dictadura franquista y reconocía el fracaso de la política anterior de apoyo a las guerrillas como instrumento para terminar con ella.

## Historia
En un «estudio de campo» sobre las actitudes de la población hacia el régimen durante el primer franquismo en la provincia de Valencia, basado en entrevistas a personas que habían vivido ese tiempo y publicado en 1999, se constataba que la posición predominante era la de «ambigüedad». «No suponía necesariamente ninguna aceptación del mismo y podía expresar una actitud de aislamiento y no colaboración con la política oficial. Pero excluía también la idea de la oposición o resistencia activa». Era una «normalidad sin política» producto de «la necesidad de reencontrar una sensación de orden tras la Guerra Civil, el miedo a la represión y la simple lucha por la supervivencia física», que implicaba también «la idea del olvido del enfrentamiento, del nunca más, y una voluntad de reconciliación». Como constataban los autores del estudio, la idea de la reconciliación, del nunca más repetir la tragedia de la guerra civil española, «es algo que vino original y fundamentalmente de abajo, se instaló muy pronto en la sociedad y anticipó en muchos años algunas estrategias de la oposición, la política de reconciliación nacional del PCE o el giro en idéntico sentido de sectores de la Iglesia».
En febrero de 1956 se produjeron unos incidentes violentos en la Universidad de Madrid como resultado del enfrentamiento entre estudiantes que se estaban manifestando a favor de elecciones libres al SEU y un grupo de falangistas que venían de celebrar la ceremonia anual del «Día del estudiante caído». En la reyerta hubo un estudiante falangista gravemente herido de un balazo en el cuello —probablemente por disparo de uno de sus compañeros, que iban armados—. El clima de crisis se extendió rápidamente y la policía procedió a detener a los responsables de la convocatoria de la asamblea de estudiantes que, para su sorpresa, resultaron ser algunos de ellos antiguos falangistas e hijos de personalidades del régimen franquista. Los acontecimientos de febrero de 1956 constituyeron el primer atisbo de un renacimiento de la oposición antifranquista interna, que procedía no de la República, sino de una nueva generación que había crecido bajo el Régimen en los años 50, y que comenzaba a organizarse como oposición sin que importara el campo en que hubieran militado ellos mismos o sus padres durante la guerra civil.
Los comunistas fueron los primeros en captar ese nuevo hecho y antes que ningún otro partido lo consagraron como estrategia oficial. Así en el pleno del Comité Central del PCE celebrado en Praga se aprobó la nueva política de «Reconciliación Nacional», que buscaba el entendimiento con todas las fuerzas antifranquistas independientemente de en qué bando hubieran combatido en la Guerra Civil. Sin embargo, la tarea no iba a resultar sencilla, y tanto la «Jornada de Reconciliación Nacional» del 5 de mayo de 1958, como la «Huelga Nacional Pacífica», del 18 de junio de 1959, convocadas por el PCE fueron un completo fracaso.
El manifiesto que hizo público en junio de 1956 el Partido Comunista de España (y que fue transmitido por Radio España Independiente) decía lo siguiente: 

[...] Un estado de espíritu favorable a la reconciliación nacional de los españoles, va ganando a las fuerzas político-sociales que lucharon en campos adversos durante la guerra civil. [...]

En la presente situación, y al acercarse el XX aniversario del comienzo de la guerra civil, el Partido Comunista de España declara solemnemente estar dispuesto a contribuir sin reservas a la reconciliación nacional de los españoles, a terminar con la división abierta por la guerra civil y mantenida por el general Franco. [...]
Existe en todas las capas sociales de nuestro país el deseo de terminar con la artificiosa división de los españoles en «rojos» y «nacionales», para sentirse ciudadanos de España, respetados en sus derechos, garantizados en su vida y libertad, aportando al acervo nacional su esfuerzo y sus conocimientos. [...]

El Partido Comunista de España, al aproximarse el aniversario del 18 de julio, llama a todos los españoles, desde los monárquicos, democristianos y liberales, hasta los republicanos, nacionalistas vascos, catalanes y gallegos, cenetistas y socialistas a proclamar, como un objetivo común a todos, la reconciliación nacional. [...]

Por la reconciliación nacional, por una solución democrática y pacífica del problema español, declaración del Partido Comunista de España, junio de 1956.